# Wood Street Counter
Wood Street Counter (eller Wood Street Compter) var ett mindre fängelse som låg i London i England. Fängelset byggdes 1555 och ersatte det tidigare Bread Street Compter, från vilken flera fångar flyttades över. Wood Street Counter fungerade främst som en gäldstuga och hade fylleceller för de som varit berusade offentligt; dock kunde de mer förmögna fångarna få tag på alkohol i fängelset via mutning. Wood Street Counter var ursprungligen ett av två fängelser (det andra var Poultry Compter) som låg på gatan Poultry i London. Dessa förstördes dock i den stora branden i London 1666, men Poultry Compter byggdes upp igen och ett annat fängelse, Giltspur Street Compter, byggdes även här 1791.
Det är osäkert exakt när Wood Street Counter upphörde med sin verksamhet, men fängelset var fortfarande aktivt 1727 då The London Gazette den 6 juli det året listade 13 åtalde personer som väntade på att föras till fängelset. När flera av Londons mindre fängelser stängdes flyttades fångarna istället till bland annat Marshalsea, King's Bench-fängelset, Borough Compter och Horsemonger Lane Gaol.
Nedan följer några av de personer som satt fängslade i Wood Street Counter under dess aktiva tid:
- Robert Catesby
- George Orrell
- George Napper
- John Traske
- Edmund Gayton
- Jonathan Wild
- James Hind